# Сенусерт III
Сенусерт III — фараон Древнего Египта из XII династии (Среднее царство), правивший приблизительно в 1878—1843 годах до н. э. Сын Сенусерта II. Тронным именем Сенусерта III было Ха-Кау-Ра — «Сияющие души Ра».

## Правление
О мудром царствовании этого фараона осталась богатая память, впоследствии ему поклонялись как божеству, он стал одним из прообразов Сесостриса, мифического собирательного образа могущественного и мудрого египетского фараона. Сенусерт успешно провёл внутренние реформы в Египте, в частности, ограничил власть номархов, чрезмерная независимость которых бросала вызов власти фараона. Сенусерт создал новую систему управления, в рамках которой страна была разделена на три административных округа — Север, Юг и Главу Юга (Элефантина и Нижняя Нубия), каждый из которых управлялся советом старшин, а последние подчинялись визирю царя.
После того, как внутри государства был наведен порядок, Сенусерт смог заняться внешней политикой. В самом начале своего правления он предпринял несколько военных кампаний против Нубии, целью которых была защита южных границ Египта от набегов воинственных соседей и сохранение доступа к торговым путям и рудникам Нубии. На 8-м году правления (ок. 1871 года до н. э.) Сенусерт предпринял военный поход в Нубию, в ходе которого южная граница Египта была отодвинута до современных Куммэ и Семне, выше вторых порогов. Отныне, по приказу фараона, ни один темнокожий не имел права переходить эту границу, за исключением идущих торговать в особо предназначенное для этого место. На каждом берегу Нила Сенусерт установил по пограничной стеле и воздвиг по мощной крепости. Более крупная — в Семне на западном берегу реки получила название «Могуществен Ха-кау-Ра». В её стенах фараон построил храм местному нубийскому богу Дедуну. Для перевозки товаров и войск по Нилу в этот же 8-й год Сенусерта в гранитных скалах, в районе первого порога, был пробит канал длиной 78 м и более 10 м шириной, так как канал прорытый при фараоне VI династии Меренра I к этому времени был уже давно затянут песком и им не пользовались. Об этом событии сообщает надпись, высеченная на скале на острове Сехель: «Он сделал это в качестве своего памятника для богини Анукет, владычицы Нубии, построив для неё канал под названием „Прекрасны пути Ха-кау-Ра“, дабы он жил вечно».
На 12-м году (ок. 1867), беспорядки среди беспокойных нубийских племен к югу от границы, вновь потребовали вмешательства египетского войска. Мятеж был подавлен и Сенусерт вернулся в Египет. Перед самым началом 16-го года правления Сенусерта (ок. 1863), кутишские племена, включавшие варваров, живущих на востоке от нильской долины, сделали неожиданный набег на пограничные земли Египта. В ответ на это Сенусерт предпринял большой поход в Нубию, во время которого «захватил их женщин, захватил их имущество, вошел силой в их дома, разрушил их жилища, снял их урожай зерна и сжёг». Потом он ещё раз подтвердил установление границы по Семне в надписи на большой плите, поставленной в местном храме. Там он оставил предостережение будущим царям: «Теперь каждый мой сын, который будет поддерживать эту границу, которую установил моё величество, он будет считаться моим сыном, рождённым моим величеством, подобным любимому сыну своего отца, который устанавливает границы, которые установлены им. Теперь тот из них, кто ослабит их, и не будет отвоевывать их, он — не мой сын, он не был рожден мною». Для усиления границы Сенусерт перестроил и расширил крепость в Вади-Хальфе, возвёл крепость в Матуге (18 км южнее Вади-Хальфы), а также твердыню на острове Уронарти, получившую название — «Отражение троглодитов (иунтиу)», где был помещён дубликат вторичного установления границ.
На 19-м году (ок. 1860) Сенусерт предпринял последний поход в Куш, который, быть может, являлся просто ревизионной экспедицией. При Сенусерте египетское влияние в Нубии распространялось до 3-х порогов. Фараоны, продолжавшие завоевательную политику Сенусерта III, сохранили воспоминания об его завоеваниях в Нубии, и почитали его в египетских храмах Нубии в качестве бога — покровителя этой страны. С тех пор, в Нубии начинается время египетской цивилизации, которая сопровождалась монументальными постройками.
Хотя большая часть воинственной энергии Сенусерта была направлена против Нубии, имеются также записи о его кампаниях в Сирии — но, скорее, это были походы для замирения возмущений и прекращения грабежей, чем для установления египетских границ. Так временем Сенусерта датируется надпись начальника телохранителей царя Хусебека, рассказывающая о большом переднеазиатском походе египтян. Во время этого похода египетская армия, под личным командованием Сенусерта, разгромила азиатские племена ментиу-сатет, вторглась в страну Ретену (область, включавшая в себя Сев, Палестину и Южную Сирию), и захватила город Секмем (отождествляемый с Сехемом, совр. Нублус). Память о Сенусерте — этом могущественном и наиболее воинственном фараоне XII династии — жила в течение столетий, что нашло отражение в трудах греческих и римских писателей, в которых его образ воплотился в имени Сесостриса — легендарного покорителя полумира.
Большие богатства, добытые в Нубии были направлены в храмы Египта. Чиновник по имени Икернофрет из Абидоса рассказывает, что царь приказал ему восстановить барку Осириса, а гробницу и храм отделать золотом, электрумом, ляпис-лазурью, малахитом и другими драгоценными камнями. В храм Ментухотепа в Дейр эль Бахри были доставлены гранитные статуи царя, размером своим превосходящие человеческий рост в шесть раз. Их расположили на нижней террасе заупокойного храма. По остаткам надписей на статуях жрецов можно заключить, что культ Амона продолжал процветать и, хотя столица и гробницы царей были перемещены на север, Фивы оставались религиозным центром.
Если статуи царей Древнего царства предназначались исключительно для заупокойных храмов, то во времена Среднего царства статуи царя стали устанавливаться не только в гробницах или пирамидных храмах, но и в храмах, посвященным различным богам. Они не были скрыты в замурованных сердабах или в залах, которые посещали лишь избранные. Новые памятники прославляли живого правителя государства, они представляли фараона богом на земле, от которого зависело благополучие его подданных. По всей стране было найдено большое количество статуй Сенусерта III, в основном, из чёрного гранита, сделанных с большим мастерством. Поражает тонкость работы и стремление реалистично передать портретные черты оригинала.
На север от Карнака, в Наг-эль-Медамуде, Сенусерт III воздвиг большой храм старому богу фиванской области — богу Монту. Во времена Нового царства и позже, в птолемеевскую эпоху и римское время, он был перестроен, но прекрасно сохранившиеся гранитные ворота храма, а также великолепные статуи, указывают на то, что этот храм был построен ещё в Среднем царстве.
Сенусерт построил пирамиду в Дахшуре. Это была самая большая (107 × 107 м, выс. 77,7 м) пирамида XII династии. Но её ядро, выполненное из кирпича-сырца, разрушилось после того, как были сняты покрывавшие его известняковые плиты. Вход в пирамиду был расположен с западной стороны. В погребальную камеру путь вёл через систему крайне запутанных коридоров и колодцев. Однако все эти предосторожности не спасли пирамиду от грабителей. В северной части двора пирамиды Сенусерта обнаружил погребения его царицы Меререт и принцессы Сит-Хатхор — его сестры и, возможно, жены. В этих погребениях были найдены несколько прекрасных ювелирных украшений, которые сохранились потому, что были сложены прямо в гробнице, а не надеты на мумию.
По годам правления Сенусерта III определяется вся хронология Среднего царства. 7-м годом, 8 месяцем и 16 числом правления Сенусерта в папирусе Кахунского архива датируется время восхода Сотиса (Сириуса). Эта дата по астрономическим вычислениям падает на 1870 год плюс-минус 6 лет, наиболее вероятно, на 1872 год до н. э.

## Культурное влияние
Фараон Сенусерт (Сесострис) III — один из главных действующих лиц мистическо-приключенческой серии произведений Кристиана Жака «Мистерии Осириса».